# Elettaria cardamomum
El cardamomo o grana del paraíso (Elettaria cardamomum) es una especie fanerógama perteneciente a la familia de las zingiberáceas.
Es la más común de las especies cuyas semillas se utilizan como una especia llamada cardamomo que tiene un aroma penetrante, fuerte y punzante. Se cultiva ampliamente en regiones tropicales y se ha naturalizado en Reunión, Indochina y Costa Rica.

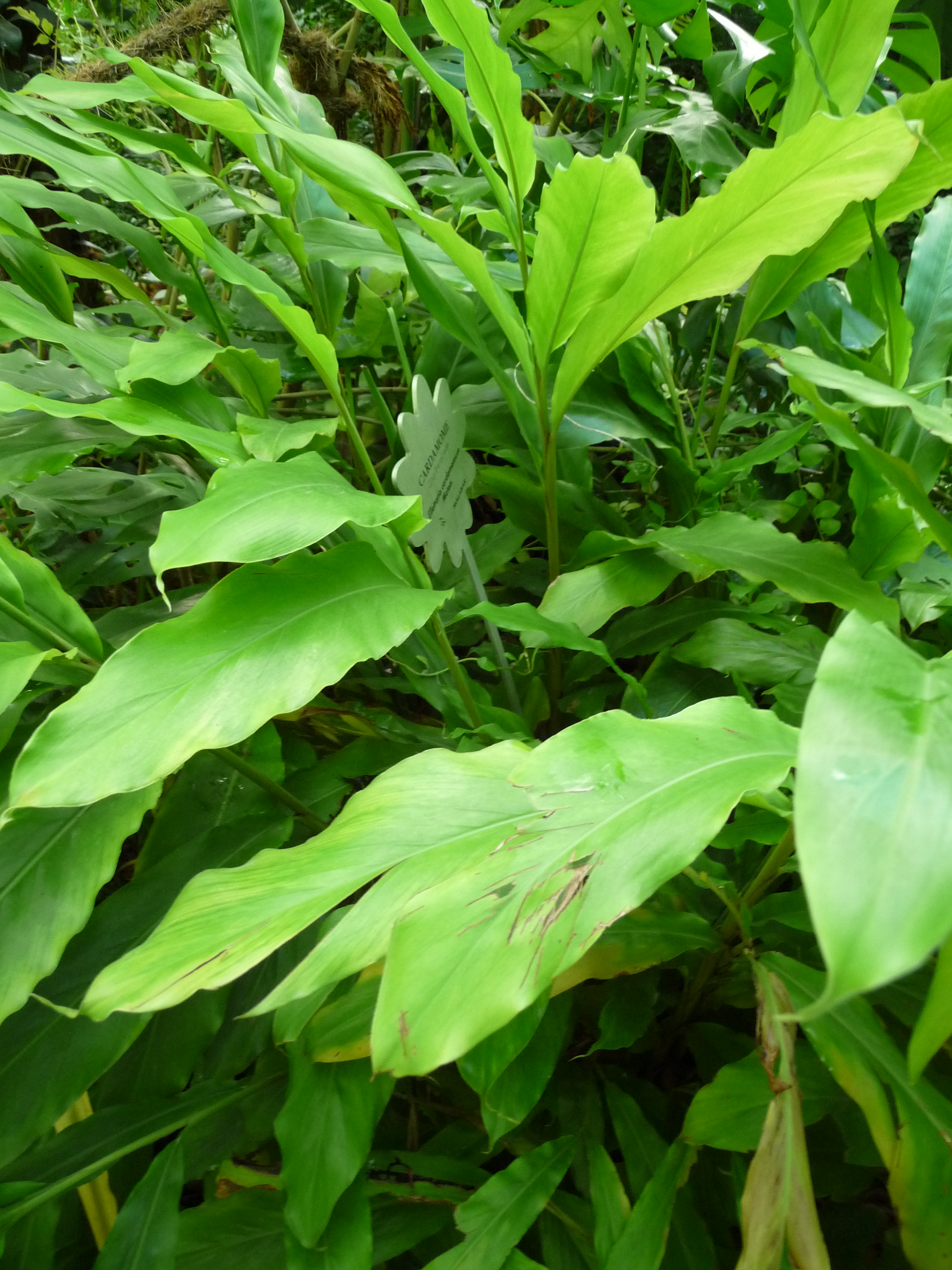
Detalle de las hojas

## Descripción
Es una planta herbácea perenne y aromática que alcanza los 2-4 metros de altura. Tiene un tallo con un gran rizoma con una rama simpodial, del que brotan numerosos tallos carnosos. Las hojas son alternas y lanceoladas de color verde intenso, miden entre 40 a 60 cm de largo y envuelven el tallo.  La fruta es una cápsula de tres caras de color amarillo verdoso de 1-2 cm de largo que contiene semillas negras.
La lámina de la flor es lineal-lanceolada con un ápice que termina en punta, es decir, acuminada. La división del margen es simple y completa. Tiene una nervadura pinnada y la inserción al tallo es sésil. La parte inferior de la hoja está cubierta de pelos blancos muy pequeños.
Las flores son hermafroditas, con el perianto compuesto por dos verticilos, un cáliz tubular y una corola también tubular con un lóbulo más largo que el otros dos. Tiene una simetría zigomorfa. Las flores son verdosas con punta blanca y venas moradas. 
El androceo consta de un estambre fértil. En cuanto al gineceo, se trata de un gineceo paracárpico pluricarpelar formado por 3 carpelos connatos. El ovario es esférico y está coronado por un estigma en forma de embocadura. Hasta después de los 3 años la planta no da frutos, y cuando lo hacen son muy aromáticos, un poco picantes y contienen sabores. Estos sabores son negros y se encuentran en el interior del fruto de tipo silicual, con una falsa envoltura que divide el ovario en dos lóculos. Crecen en cápsulas de color verde pálido y forma ovoide.
Los frutos deben recolectarse poco antes de madurar para que la pulpa quede en el interior.

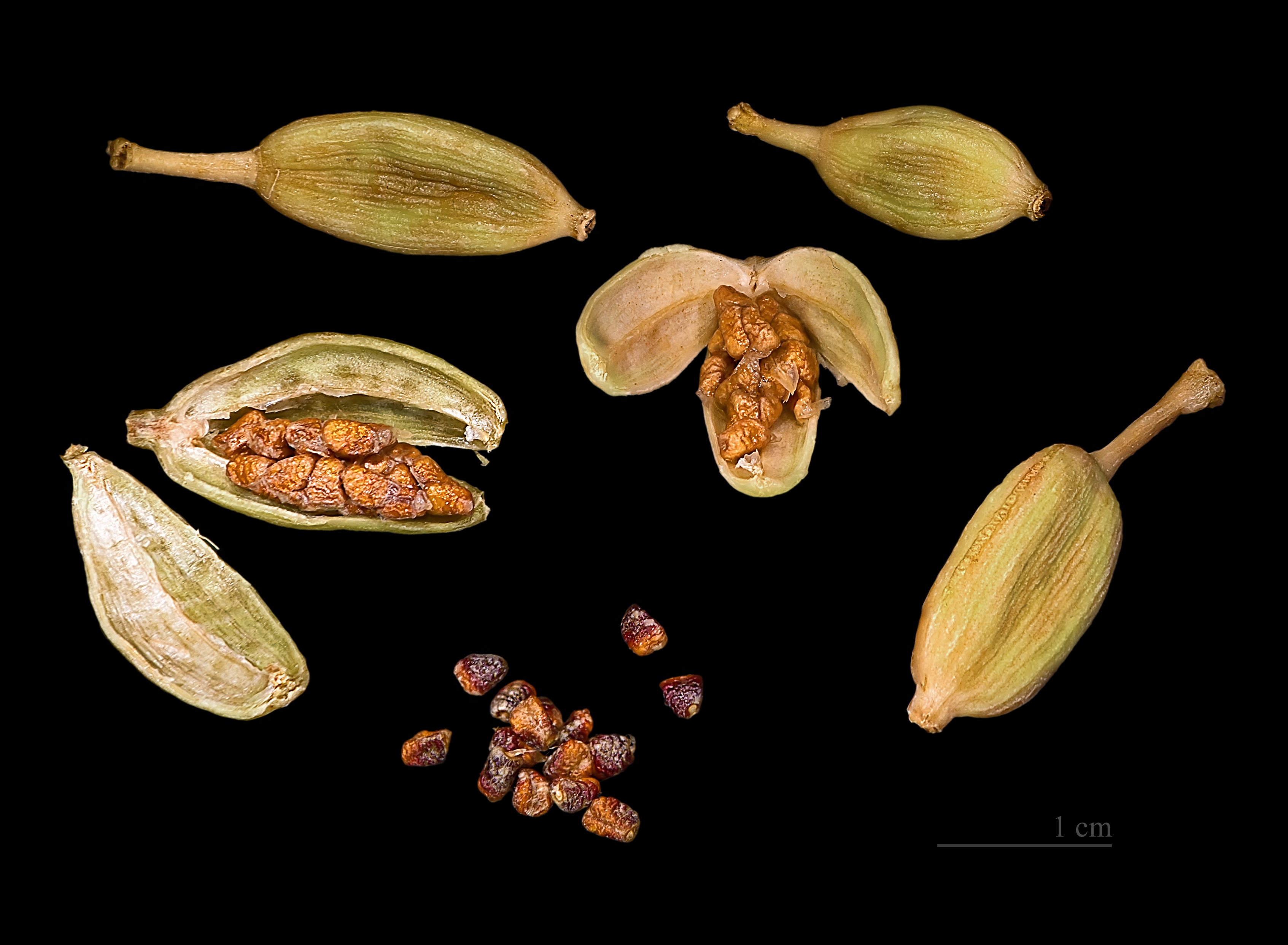
Semillas.

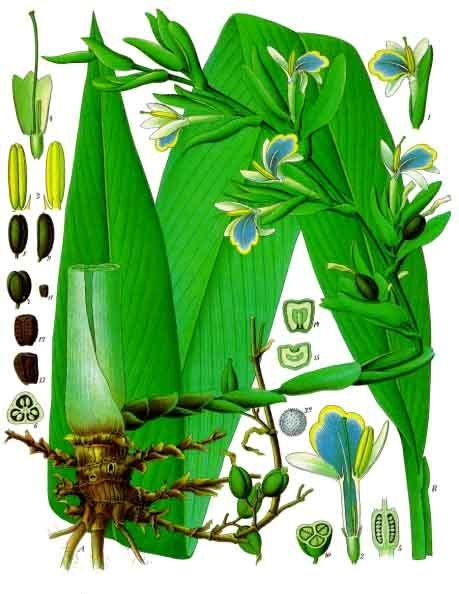
Ilustración en Medizinal Pflanzen de Hermann Adolph Koehler, 1897.

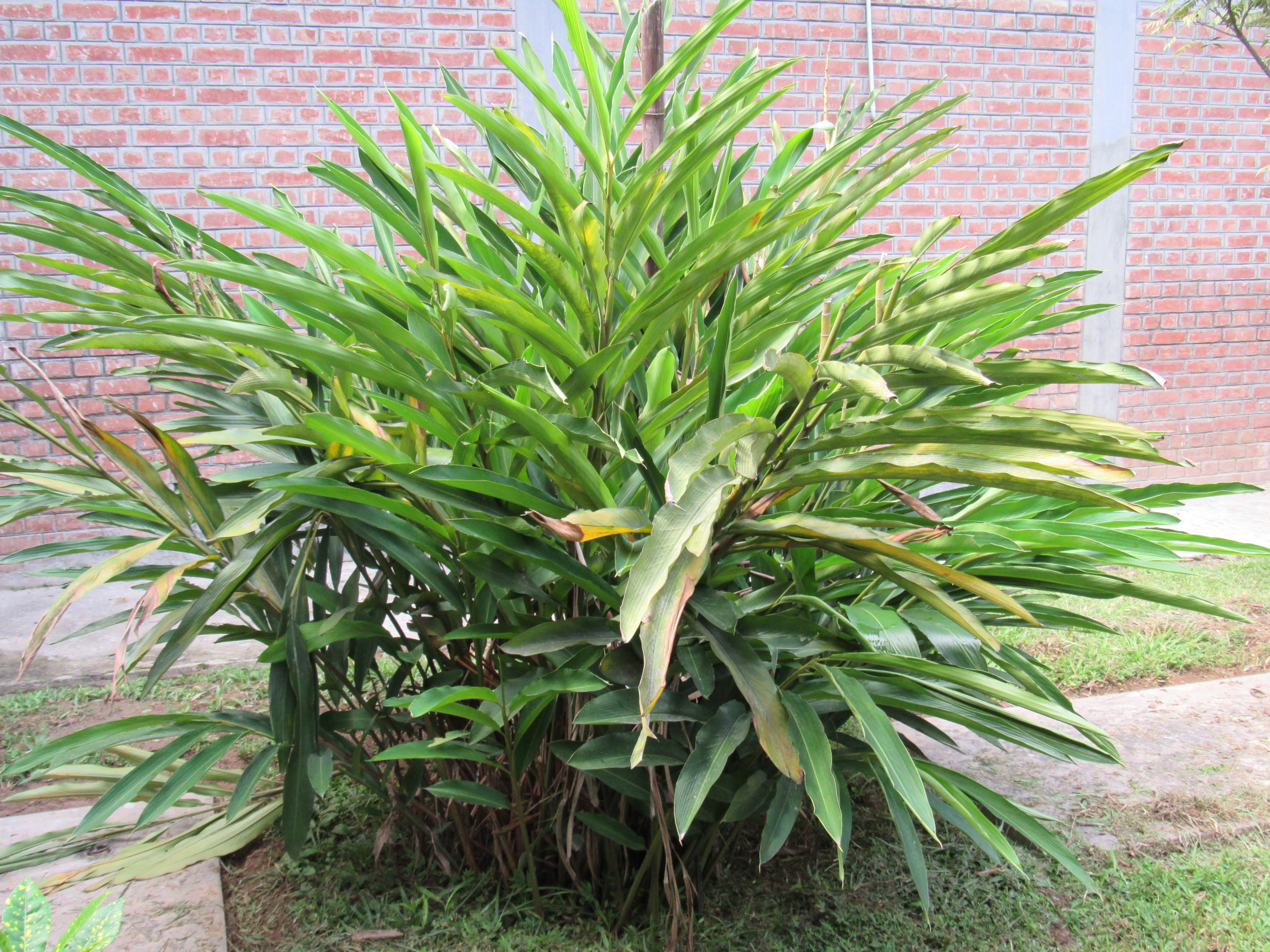
Espécimen de Elettaria cardamomum.
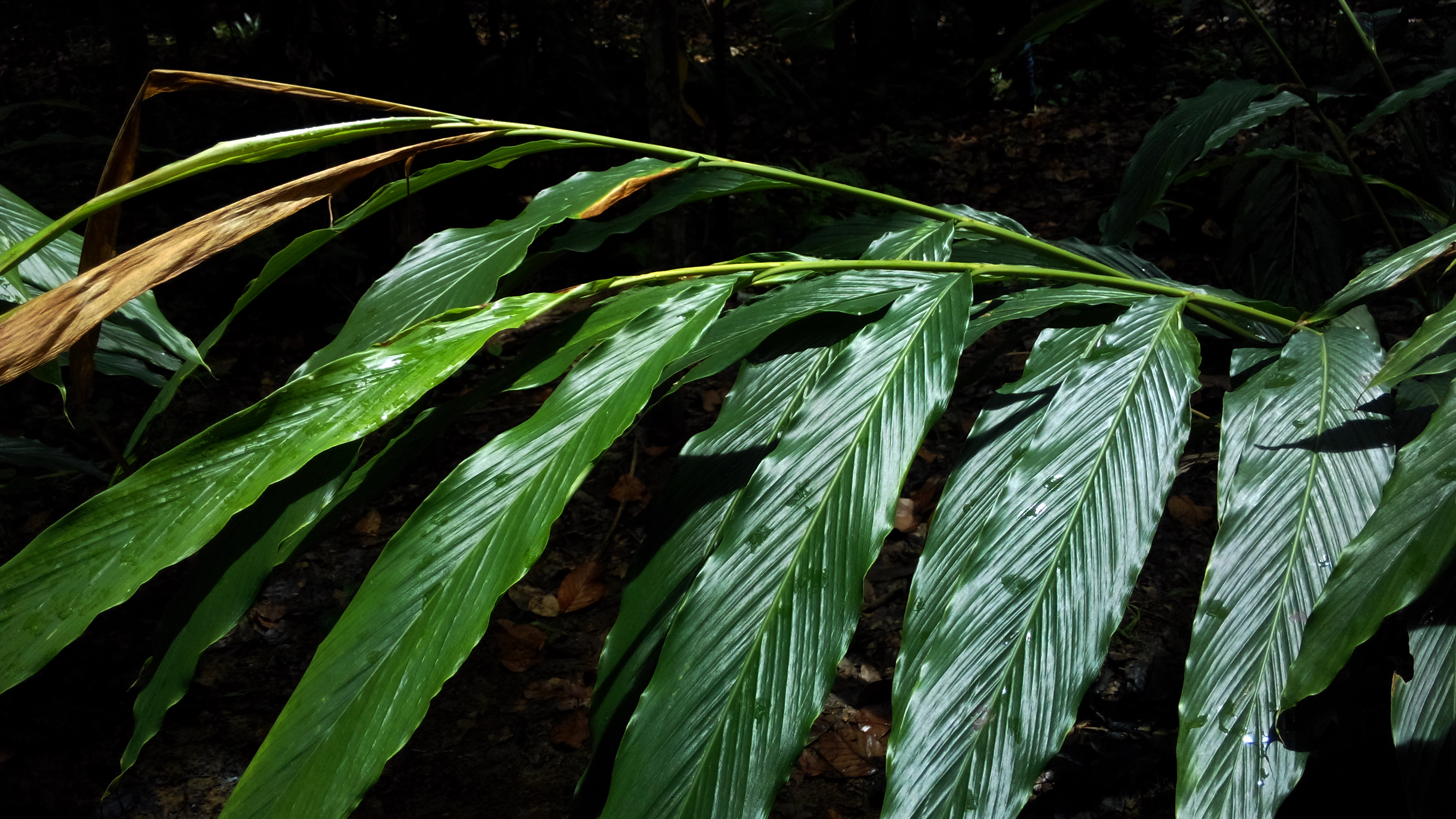
Hojas.
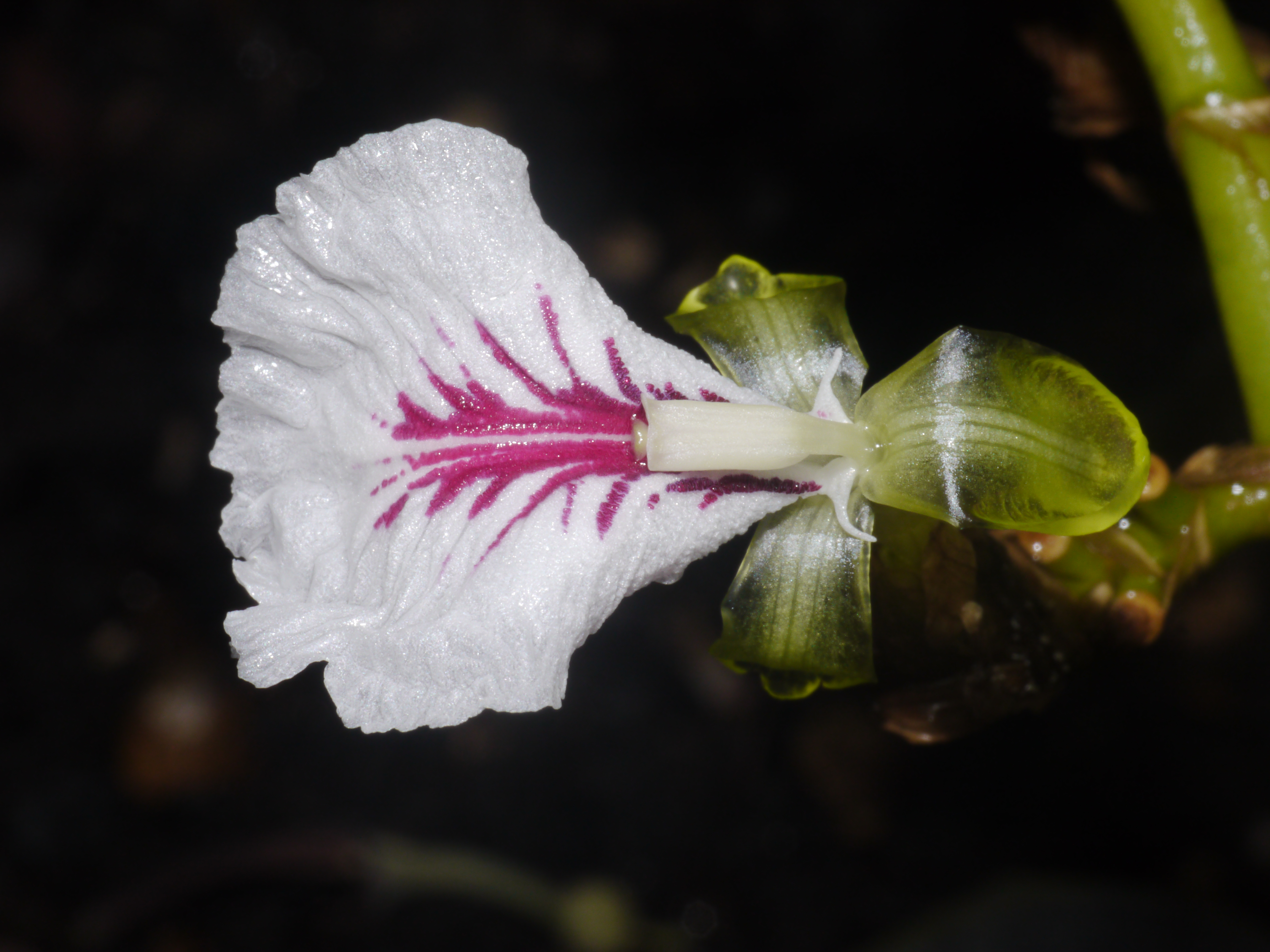
Flor.
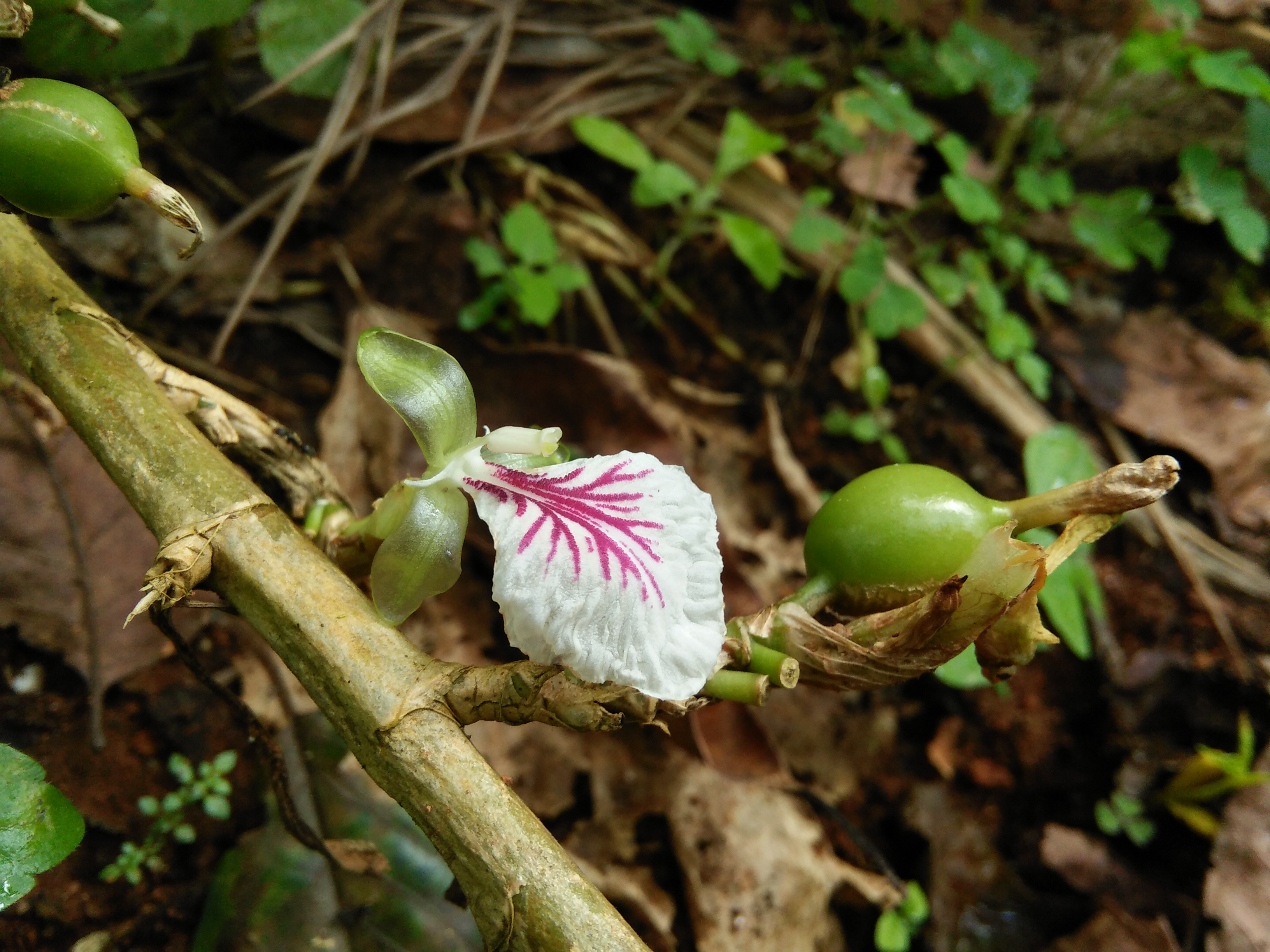
Flor y fruto.
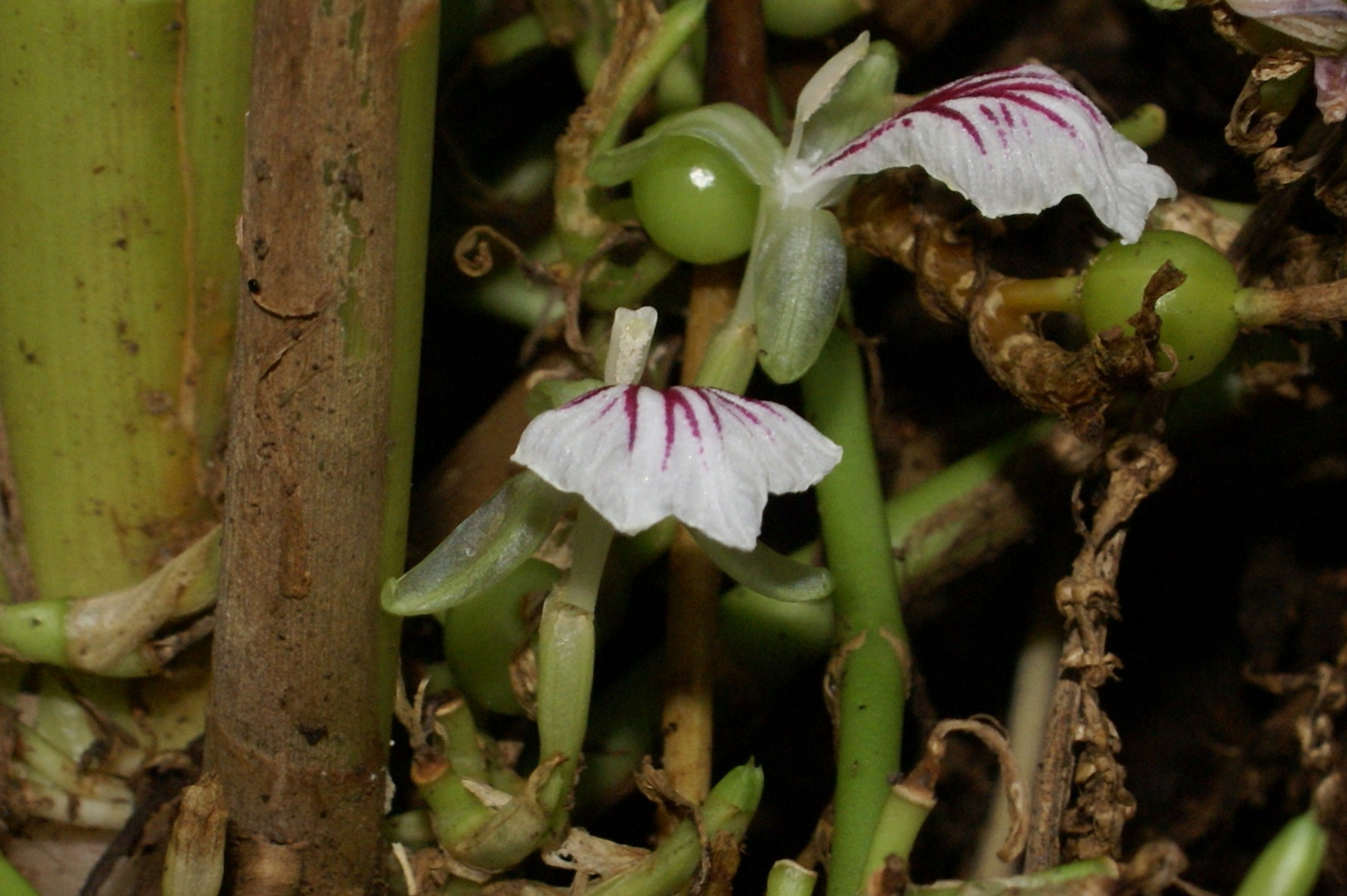
Flor y fruto.
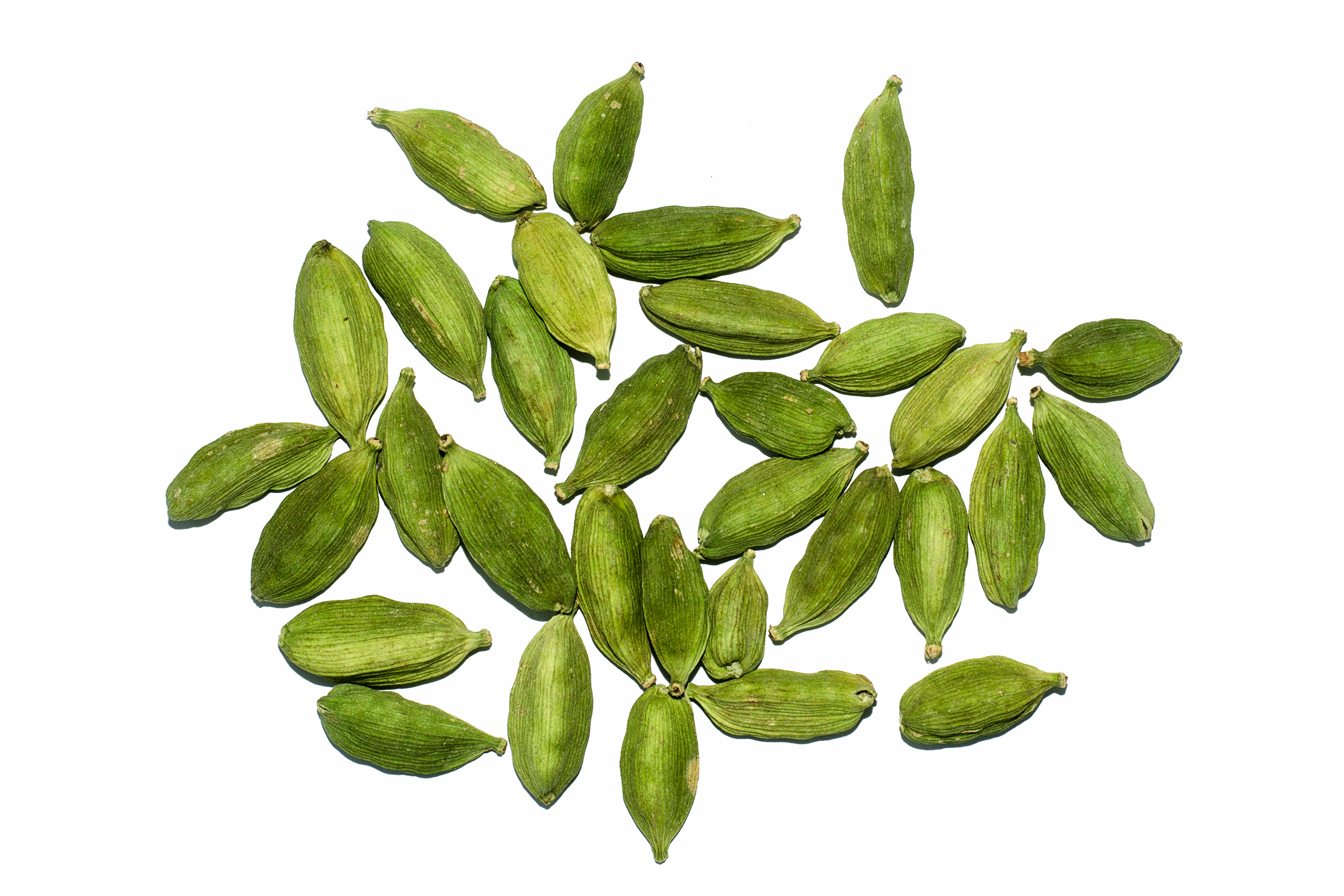
Granos de cardamomo

## Etimología del nombre
La palabra cardamomo proviene del latín cardamomum, que a su vez proviene del griego antiguo καρδάμωμον (kardámômon), compuesto por κάρδαμον (kardamon), berro, y ἄμωμον (amômon), amomum (género de plantas  de la familia de las cingiberáceas, con raíz articulada y rastrera, flores en espiga y fruto en cápsulas triloculares con muchas semillas, aromáticas y de sabor muy acre y estimulante).

## Distribución geográfica y hábitat
Planta natural del suroeste de Asia donde crece de manera natural en la India, en la isla de Sri Lanka, Malasia e Indonesia.  Crece en selvas húmedas y lluviosas en lugares con claridad, pero nunca con luz directa. Además, esta planta tuvo sus primeras apariciones en territorios mesopotámicos, cerca de los 2 millones de años antes de Cristo, justamente en territorios en los que hoy se conocen como la India. 
Siempre y cuando haya buena ventilación no tiene problemas para soportar temperaturas altas, en cambio, es conveniente evitar temperaturas inferiores a 15 °C.
El cardamomo necesita ser regado cada 2 días en verano y cada 10-12 al invierno. Es una planta muy sensible al exceso de agua, cuando las hojas se pudren en la base es el primer síntoma de exceso de agua.

## Variedades
Existen tres variedades naturales de cardamomo verde:
- Cardamomo malabar, originario de Kerala, que tiene panículas florales que crecen horizontalmente a lo largo del suelo. Los tallos miden entre 2 y 3 m de altura,[5] y suman entre 15 y 30 por planta en promedio;[6]
- El cardamomo de Mysore, originario de Karnataka, tiene panículas que crecen verticalmente. Los tallos miden entre 3 y 4 m de altura,[7] hay en promedio de 30 a 45 por planta,[8]
- El cardamomo vazhuka, un híbrido natural entre estas dos variedades, cuyas panículas crecen entre horizontal y vertical. Sus tallos tienen las mismas características que los del cardamomo de Mysore.[9]

## Propiedades
Es una semilla aromática usada desde la antigüedad, conocida como la Reina de las Especias. Durante mucho tiempo los principales productores fueron la India y Sri Lanka. Recientemente Guatemala se ha convertido en un gran productor del tipo Malabar, siendo actualmente (1996) el mayor exportador del mundo.
- Tiene un aceite esencial que es aperitivo, estimulante y carminativo.
- Por su intenso aroma es utilizado para corregir sabores.
- Forma parte de la composición del curry.
- Utilizado para aromatizar el té.
- La decocción de las semillas se utiliza para tratar afecciones digestivas (diarrea, disentería, flatulencias, estreñimiento), respiratorias (asma, bronquitis, amigdalitis, tos), nerviosas y renales, dolor de oído y sarcepteosis.
- La tintura se usa contra flatulencia; las semillas como masticatorio para la indigestión, náuseas, halitosis.
- Tópicamente se usa la semilla en infusión y el polvo en la preparación de cataplasmas, emplastos y enemas para tratar induraciones, inflamaciones, tumores y cáncer.[11]
- Se le atribuyen propiedades antiemética, aromática, carminativa, estomáquica, laxante, masticatoria, refrescante y tónica.

En el sur de Asia, el cardamomo verde se utiliza mucho para tratar infecciones en dientes y encías, para prevenir y tratar problemas de garganta, congestión pulmonar, tuberculosis pulmonar e inflamación de los párpados. El cardamomo se puede utilizar para calmar el dolor de estómago después de una comida copiosa (propiedades antiácidas) y para facilitar la digestión en general. También ayuda a neutralizar el olor a ajo cuando se muerde después de una comida. También tendría virtudes estimulantes y eufóricas, incluso afrodisíacas. Según la enciclopedia Larousse de plantas medicinales, las semillas contienen compuestos androgénicos, seguramente debido a la presencia de esteroles en la planta.

## Toxicidad
No administrar, ni aplicar tópicamente a niños menores de seis años ni a personas con alergias respiratorias o con hipersensibilidad conocida a otros aceites esenciales.  Tampoco se recomienda a pacientes con úlceras gastroduodenales, síndrome del intestino irritable, colitis ulcerosa, enfermedad de Crohn, hepatopatías, epilepsia, Parkinson u otras enfermedades neurológicas. Se recomienda abstenerse de prescribir aceites esenciales por vía interna durante el embarazo y la lactancia.

## Uso en gastronomía
El cardamomo es uno de los ingredientes principales de algunos currys y para aromatizar dulces como la zlabia y bebidas refrescantes a base de leche, es muy utilizado en la cocina china y oriental en general. En el Oriente Próximo se mezcla el café con cardamomo.  Como muchas otras especias se le atribuían propiedades afrodisíacas. Después del azafrán y la vainilla es la tercera especia más cara.  La India es su mayor productor.  Normalmente las semillas se venden dentro del fruto ya que su sabor se pierde rápidamente.

## Taxonomía
Elettaria cardamomum fue descrita por (Linneo) Maton  y publicado en Transactions of the Linnean Society of London 10: 254–255, en el año 1811.
Sinonimia
| - Alpinia cardamomum (L.) Roxb. - Amomum cardamomum L. - basónimo - Amomum ensal Raeusch. - Amomum racemosum Lam. - Amomum repens Sonn. - Amomum uncinatum Stokes - Cardamomum elletari Garsault - Cardamomum malabaricum Pritz. - Cardamomum minus (Gaertn.) Kuntze - Cardamomum officinale Salisb. - Cardamomum verum Oken - Elettaria cardamomum var. minus Watt - Elettaria cardamomum var. minuscula Burkill - Elettaria repens (Sonn.) Baill. - Matonia cardamomum (L.) Stephenson & J.M.Churchill - Zingiber minus Gaertn. |

### Variedades

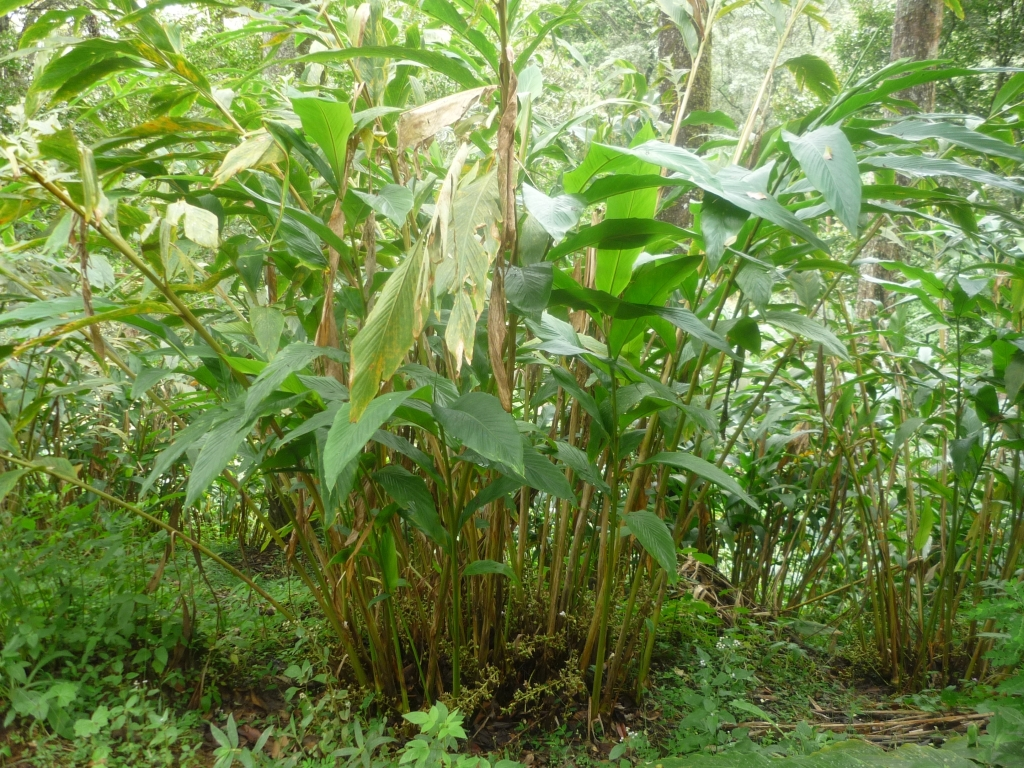
Planta de cardamomo.

Las tres variedades naturales de plantas de cardamomo verde son:
- Malabar (Nadan/nativa), es una variedad nativa de Kerala, India. Estas plantas tienen racimos florales (que llevan las vainas) que crecen horizontalmente a lo largo del suelo.
- Mysore, es una variedad nativa de Karnataka. Estas plantas tienen racimos florales que crecen verticalmente hacia arriba. Sin embargo, la variedad Mysore ha disminuido en las últimas décadas debido a la aparición de la variedad "Green Gold", más resistente y de mayor rendimiento, y que es la forma más común de cardamomo cosechado en Kerala.
- La Vazhuka es un híbrido natural entre las variedades Malabar y Mysore, y las panículas no crecen ni vertical ni horizontalmente, sino en medio.

Recientemente, se aislaron plantas de alto rendimiento y han sido multiplicadas a gran escala. La variedad de alto rendimiento más popular es la "Njallani", que es una variedad de cardamomo de alto rendimiento desarrollada por el agricultor indio, Sebastian Joseph, en Kattappana, en el estado de Kerala, en el sur de la India. K. J. Baby, del distrito de Idukki, en Kerala, ha desarrollado una variedad de cardamomo verde del tipo Vazhuka, de flor blanca, que tiene un rendimiento mayor que la "Njallani". La variedad tiene una gran adaptabilidad a diferentes condiciones de sombra y también puede cultivarse en zonas anegadas.

## Historia
El cardamomo, a menudo es referido como la "reina de las especias", y tiene una rica historia que abarca siglos y culturas. Su uso se puede rastrear hasta civilizaciones antiguas, y ha sido celebrado en la literatura, la poesía y las tradiciones culinarias de todo el mundo. A lo largo de la historia, el cardamomo ha trascendido su mero uso culinario; ha sido un símbolo de riqueza, salud y belleza en diversas culturas. Desde textos antiguos hasta libros de cocina modernos, su legado continúa inspirando, mostrando su atractivo atemporal. Ya sea en poesía o en la cocina, el cardamomo sigue siendo una especia apreciada con una historia que se entrelaza en el tejido de la civilización humana.
Se cree que el cardamomo se originó en los bosques de India, Nepal y Bután. Era muy valorado en la medicina ayurvédica antigua por sus supuestos beneficios para la salud, incluyendo la ayuda en la digestión y como afrodisíaco.
La especia también se utilizó en el antiguo Egipto, donde fue apreciada no solo por su sabor, sino también por sus propiedades aromáticas. Se incluía en los procesos de embalsamamiento, lo que refleja su importancia en rituales y en la vida diaria.
El Mahabharata, la antigua epopeya india que data de alrededor del 400 a. C., menciona varias especias, incluido el cardamomo, destacando su significancia en la cultura y la cocina india. Médicos griegos antiguos como Hipócrates y Galeno mencionaron el cardamomo en sus textos, anotando sus propiedades medicinales y usos en tratamientos.
Durante los períodos del Medioevo y el Renacimiento, el cardamomo aparece mencionado en varios relatos de "Las Mil y Una Noches", mostrando su presencia en las prácticas culinarias de las regiones de Oriente Medio y Arabia.
Durante la Edad Media, el cardamomo fue un actor importante en el comercio de especias. Los comerciantes europeos lo buscaban, lo que llevó a su inclusión en muchas recetas medievales y textos sobre hierbas.
En la poesía persa -sufí, el cardamomo se usa a menudo como una metáfora de belleza y lujo. Poetas como Rumi y Hafez han celebrado las especias, incluido el cardamomo, como símbolos de sensualidad y amor divino. Textos medievales, tales como "El Libro de las Especias" (manuscrito del siglo XV), brindan información sobre los usos culinarios del cardamomo, detallando su inclusión en platos dulces y salados.
En la actualidad el cardamomo forma parte integral de diversas cocinas, particularmente en la india, la del Medio Oriente y la escandinava. Es un ingrediente clave en el chai, el biryani y los productos horneados escandinavos como los bollos de cardamomo. Los libros de cocina modernos a menudo mencionan el cardamomo por su sabor único. Obras como "La hija del comerciante de especias" de Shobha Narayan profundizan en la significación cultural de las especias como el cardamomo en la cocina contemporánea.